# Eulepidius luridus
Eulepidius luridus là một loài bọ cánh cứng trong họ Lucanidae. Loài này được Westwood mô tả khoa học năm 1874.